# Цуй Тянькай
Цуй Тянькай (р. октябрь 1952, пров. Чжэцзян) — китайский дипломат. С апреля 2013 по июнь 2021 года являлся послом Китая в США.

## Биография
Магистр юридических наук.
1977—1978 — преподаватель Шанхайского Педагогического университета. 1978—1979 — аспирант факультета иностранных языков Шанхайского Педагогического университета. 1979—1981 — аспирант курсов подготовки переводчиков ООН при Пекинском институте иностранных языков.
1981—1984 — переводчик китайского отдела Департамента по обслуживанию Генеральной Ассамблеи и конференций при Секретариате штаб-квартиры ООН.
1984—1986 — атташе, третий секретарь Департамента международных организаций и конференций МИД.
1986—1987 — аспирант Университета Джонса Хопкинса (США).
1987—1996 — заместитель начальника, начальник отдела, советник Департамента международных организаций и конференций МИД.
1996—1997 — заместитель директора Департамента информации и печати, официальный представитель МИД.
1997—1999 — советник-посланник Постоянного представительства КНР при ООН.
1999—2001 — первый заместитель директора, в 2001—2003 — директор бюро политических исследований МИД.
2003—2006 — директор Департамента стран Азии МИД.
2006—2007 — помощник министра иностранных дел.
2007—2009 — Чрезвычайный и Полномочный посол КНР в Японии.
2009—2013 — заместитель министра иностранных дел КНР, курирующий дела стран Северной Америки и Океании, договорно-правовые вопросы, дела Сянгана, Аомэня и Тайваня, также координатор Китая по делам «Группы 20».
2013—2021 — посол Китая в США.
Женат, имеет дочь.